# Stjepan Debeljak
Stjepan Debeljak-Bil, hrvaški politik in častnik, * 19. avgust 1908, † 23. november 1968.

## Življenjepis
Od leta 1927 je bil udeležen v delavskem gibanju in leta 1932 je postal član KPJ; zaradi revolucionarnega delovanja je bil preganjan.
Od leta 1941 je sodeloval v NOVJ. Med vojno je bil politični komisar več enot. 
Po vojni je postal poslanec Zvezne skupščine in Sabora, član CK ZKH (1948-65), član Predsedstva SSRNH (Socialistične zveze delovnega ljudstva Hrvaške)

## Odlikovanja
- Red narodnega heroja
- Red ljudske osvoboditve
- Red bratstva in enotnosti